# Domingo Fossati
Domingo Atilio Fossati (Buenos Aires, Argentina, 6 de noviembre de 1906 - Buenos Aires, Argentina, 1988) fue un futbolista argentino que se desempeñaba en la posición de arquero.

## Biografía
Surgió en las inferiores de Argentinos Juniors. Llegó a Boca Juniors para disputar el Campeonato de Primera División 1931, que luego saldría campeón. Al año próximo no tuvo mucha continuidad en el arco xeneize, por lo que se vio obligado en 1933 a retornar a Argentinos Juniors. Luego pasó a Colegiales donde jugó algunos años hasta el retiro.

## Clubes
| Club               | País      | Año         | Partidos | Goles |
| ------------------ | --------- | ----------- | -------- | ----- |
| Argentinos Juniors | Argentina | 1930 - 1931 | ?        | ?     |
| Boca Juniors       | Argentina | 1931 - 1932 | 27       | 0     |
| Argentinos Juniors | Argentina | 1933        | ?        | ?     |
| Colegiales         | Argentina | 1934 - ?    | ?        | ?     |

## Palmarés

### Campeonatos nacionales
| Torneo           | Club         | País      | Año  |
| ---------------- | ------------ | --------- | ---- |
| Primera División | Boca Juniors | Argentina | 1931 |